# Aruba
Aruba er en ø i det sydlige Caribien og et af de fire konstituerende lande, der udgør Kongeriget Nederlandene (udover Curaçao, Nederlandene og Sint Maarten). Indbyggerne i Aruba er derfor også nederlandske statsborgere.
Arubas hovedstad er Oranjestad.

## Historie
Aruba var først beboet af indianere, den tidligst kendte bosættelse er dateret til 1000-tallet. I 1499 blev øen opdaget af spanieren Alonso de Ojeda, og tilhørte Spanien frem til 1636, hvor den blev hollandsk. Fra 1845 til 1986 tilhørte Aruba de Nederlandske Antiller, men siden 1986 har Aruba været adskilt fra de Nederlandske Antiller.
De Nederlandske Antiller ophørte 10. oktober 2010 med at eksistere som en administrativ enhed. Øerne fik fra denne dato ny status indenfor Nederlandene: Bonaire, Sint Eustatius og Saba er herefter en direkte del af Nederlandene som særlige kommuner, og Curaçao og Sint Maarten har nu status som selvstændige lande indenfor Kongeriget Nederlandene – samme status som Aruba fik i 1986.

## Geografi
Øen ligger 45 kilometer fra Venezuelas kyst.

## Politik
Staterne er Arubas lovgivende forsamling.

## Galleri
- Oranjestad.
- Imeldahof, et krisecenter for børn i Noord, der har eksisteret siden 1970'erne. Bygget i 1950'erne.
- Naturlig klippebro.
- Klippebro der kollapsede i 1973. Fotograferet i 1973.
- Parlamentet